# Gnaphosa betpaki
Gnaphosa betpaki är en spindelart som beskrevs av Ovtsharenko, Platnick och Song 1992. Gnaphosa betpaki ingår i släktet Gnaphosa och familjen plattbuksspindlar. Inga underarter finns listade i Catalogue of Life.